# Evius aurococcinea
Evius aurococcinea är en fjärilsart som beskrevs av Walker 1855. Evius aurococcinea ingår i släktet Evius och familjen björnspinnare. Inga underarter finns listade i Catalogue of Life.